# Ali Oubaali
Ali Oubaali est un boxeur français né le 19 octobre 1977 à Courrières, Pas-de-Calais, de parents marocains.

## Carrière

### Boxe thaïlandaise
Combattant d'abord en boxe thaïlandaise, il dispute 66 combats et remporte 62 victoires dont 56 avant la limite. Véritable puncheur, il devient champion de France à Lens en 1996 et la même année champion d'Europe WPKL (World Professional KickBoxing League) en battant le hollandais Amar lakkar à Breda aux Pays-Bas. Il deviendra champion du monde de la prestigieuse fédération WMTC (World Muay Thai Council) en 1997 en battant avant la limite à domicile dans la mythique salle du Lumpinee le célèbre thaïlandais Wang Chan Noy. Ce dernier fut champion olympique de boxe anglaise à Barcelone en 1992 et plusieurs fois champion du stadium Lumpinee et Radjamnun avec un palmarès de 350 combats pour 325 victoires ! Oubaali fera une carrière éclair en boxe thaïlandaise. On lui donnera le surnom de The Hurricane. Ali défendra victorieusement 3 fois sa ceinture : 1 fois en Thaïlande et 2 fois au Japon à Tokyo et Nagasaki.

### Boxe anglaise amateur
Ali Oubaali se distingue ensuite par sa capacité de reconversion en boxe anglaise : il dispute en amateur 88 combats ponctués par 72 victoires dont 66 avant la limite ( En France Ali Oubaali détient le ratio de KO le plus élevé dans les rangs amateur, un Record encore inégalé), 2 nuls et 14 défaites. En 1998, il fait sa première apparition en équipe de France au tournoi de Tallinn en Estonie où il remporte la médaille de bronze. Il est incorporé au même moment dans l'équipe de France militaire au bataillon de Joinville à l'école inter armée des sports de Fontainebleau et décroche la médaille de bronze aux Jeux Mondiaux à Zagreb en Croatie en 1999. Le ministère de la jeunesse et des sports lui décernera la médaille d'argent et la défense nationale le décorera de la médaille de bronze militaire. Il décroche ensuite l'or au tournoi des Golden Belt à Bucarest, ce qui le qualifie pour les championnats d'Europe de Tampere en Finlande où il perd en quart de finale contre le turc Ramaz Paliani, futur champion d'Europe. Ali devient champion de France amateur en 2000 ; reçoit le prix du meilleur boxeur amateur de l'année 2000 et intègre l'équipe de France pré-olympique pour Sydney en 2000, compétition à laquelle il sera prématurément éliminé. Pour saluer l'ensemble de sa carrière sous les couleurs tricolores et sa passion pour la transmission du Noble Art et de ses valeurs, Ali Oubaali a reçu le 3 novembre 2016 la médaille d'or de la Jeunesse et des Sports des mains du secrétaire d’état en personne, Thierry Braillard qui parlera d'une reconnaissance de la République en faveur d'un serviteur du Noble Art honoré à sa juste valeur. Le même jour, il réussissait son examen de juge arbitre national en sortant major de sa promotion avec la note de 18 sur 20. Le 3 mars 2017, Ali Oubaali s'est vu décerner au CNOSF par l'Association française du corps arbitral multisports (AFCAM) le trophée de meilleur juge arbitre espoir de la Fédération française de boxe.

### Boxe anglaise professionnelle
Ali Oubaali fait ses débuts professionnels le 29 janvier 2001 et devient champion de France des super-plumes à son 6e combat le 23 février 2002 à Marseille en battant Adolphe Avadja par arrêt de l'arbitre au 6e round. Ali échoue en revanche pour les titres WBA Fedelatin et Fedecentro à Caracas au Venezuela face au champion en titre panaméen Vicente Mosquera (qui deviendra par la suite champion du monde).
Il s'incline également pour le titre européen face à Boris Sinitsin en 2004 sur décision partagée et enfin en championnat de France contre Youssouf Djibaba. Ali reprend le fil de sa carrière en décembre 2006 et tente l'aventure américaine en 2007. Il décide de monter directement dans la catégorie des super-légers. Cela lui réussira puisqu'il gagne ses 3 combats aux États-Unis et enchaine avec 11 victoires d'affilée. Il gagne le titre WBC Méditerranée contre le Français Bastien Laforge le 31 mars 2012. En mai 2012, son palmarès est de 29 combats pour 26 victoires (dont 20 avant la limite) et 3 défaites aux points. Ali Oubaali demeure ainsi invaincu depuis sa montée de catégorie de poids en novembre 2004. Il est aujourd'hui l'entraîneur de Nordine Oubaali qui a disputé les JO de Pékin et Londres, multiple champion de France et actuel champion WBA intercontinental chez les pro et de Souleymane Cissokho, capitaine de l'équipe de France et médaillé de bronze aux JO de Rio. Ali Oubaali est également le seul Français à avoir pu signer des accords historiques avec la célèbre salle du Gleason's Gym (en) de New-York visant à promouvoir les échanges interculturels et sportifs entre jeunes des deux continents.